# Качелайське сільське поселення
Качела́йське сільське поселення (рос. Качелайское сельское поселение) — муніципальне утворення у складі Кочкуровського району Мордовії, Росія. Адміністративний центр — село Качелай.

## Населення
Населення — 569 осіб (2019, 702 у 2010, 803 у 2002).

## Склад
До складу поселення входять такі населені пункти:
| Населений пункт       | Населення, осіб (2002) | Населення, осіб (2010) |
| --------------------- | ---------------------- | ---------------------- |
| Качелай, село         | 367                    | 377                    |
| Качелай, селище       | 16                     | 19                     |
| Татарський Умис, село | 420                    | 306                    |